# Sophronica madagascariensis
Sophronica madagascariensis là một loài bọ cánh cứng trong họ Cerambycidae.